# José Abád
José Abád conhecido também como Frade José Abad (Carenas, Espanha, 1603 — Huesca, 29 de fevereiro de 1667) foi um sacerdote, orador e poeta espanhol. Doutor teólogo da Universidade de Huesca, distinguiu-se como orador sobre assuntos relacionados à interpretação das escrituras.